# Anthea McIntyre
Anthea McIntyre (ur. 29 czerwca 1954 w Londynie) – brytyjska polityk i przedsiębiorca, posłanka do Parlamentu Europejskiego VII, VIII i IX kadencji.

## Życiorys
W wieku 21 lat wstąpiła do Partii Konserwatywnej, w 1977 została radną hrabstwa Hereford and Worcester, funkcję tę pełniła przez osiem lat. Była także wiceprzewodniczącą partyjnej młodzieżówki i kandydatką w wyborach krajowych do Izby Gmin. W późniejszych latach zajmowała się organizacją kampanii wyborczych na szczeblu lokalnym i regionalnym. Zawodowo natomiast podjęła działalność gospodarczą w ramach firmy konsultingowej.
W wyborach w 2009 kandydowała z ramienia torysów do Parlamentu Europejskiego. Eurodeputowaną została 1 grudnia 2011, obejmując dodatkowy mandat, który przypadł Wielkiej Brytanii po wejściu w życie traktat lizbońskiego. PE VII kadencji została członkinią grupy Europejskich Konserwatystów i Reformatorów. W 2014 i 2019 z powodzeniem ubiegała się o europarlamentarną reelekcję.